# Liste de chevaux de course

## Pur-sang (courses de plat)
- A.P. Indy (1989-2020)
- Abernant (1946-1970)
- Acatenango (1982-2005)
- Ace Impact (2020-)
- Ack Ack (1966-1990)
- Adlerflug (2004-2021)
- Admire Moon (2003-)
- Affirmed (1975-2001)
- Air Groove (1993-2013)
- Akiyda (1979-?)
- All Along (1979-2005)
- Alleged (1974-2000)
- Alexander Goldrun (2001-)
- Allez France (1970-1989)
- Almahmoud (1947-1971)
- Almanzor (2013-)
- Almond Eye (2015-)
- Alpha Centauri (2015-)
- Alpinista (2017-)
- Alycidon (1945-1963)
- Alydar (1975-1990)
- Alysheba (1984-2009)
- American Pharoah (2012-)
- Aquarelliste (1998-)
- Arazi (1989-2021)
- Ardan (1941-1959)
- Ardross (1976-1994)
- Arrogate (2013-2020)
- Ashado (2001-)
- Arts and Letters (1966-1998)
- Attraction (2001-)
- Auguste Rodin (2020-)
- Australia (2011-)
- Authentic (2017-)
- Awesome Again (1994-2020)
- Azeri (1998-)
- Baaeed (2018-)
- Bago (2001-)
- Ballymoss (1954-1979)
- Barathea (1990-2009)
- Battaash (2014-)
- Bayakoa (1984-1997)
- Bayardo (1906-1917)
- Beauty Generation (2012- )
- Beholder (2010-)
- Bella Paola (1955-?)
- Bend Or (1877-1903)
- Bigstone (1990-2002)
- Black Caviar (2006- )
- Blue Point (2014-)
- Blue Rose Cen (2020-)
- Bluestocking (2020-)
- Blushing Groom (1974-1992)
- Bois Roussel (1935-1955)
- Bold Ruler (1954-1971)
- Brantôme (1931-1952)
- Bricks and Mortar (2014-)
- Brigadier Gerard (1968-1989)
- Buckpasser (1963-1978)
- Buena Vista (2006-)
- Bull Lea (1935-1964)
- Bustino (1971-1997)
- Caerleon (1980-1998)
- California Chrome (2011-)
- Camelot (2009-)
- Canford Cliffs (2007-)
- Cape Blanco (2007-)
- Carnegie (1991-2012)
- Celtic Swing (1992-2010)
- Challedon (1936-1958)
- Charismatic (1996-2017)
- Churchill (2014-)
- Cigar (1990-2014)
- Cirrus des Aigles (2006-)
- Citation (1945-1970)
- Cody's Wish (2018-)
- Colin (1905-1932)
- Comrade (1917-1928)
- Conduit (2005-2020)
- Contrail (2017-)
- Coronation (1946-1964)
- Corrida (1932-1944 ?)
- Count Fleet (1940-1973)
- Coup de Folie (1982-)
- Cracksman (2014-)
- Crepello (1954-1974)
- Curlin (2004-)
- Dahlia (1970-2001)
- Dalakhani (2000-2021)
- Damascus (1964-1995)
- Dancing Brave (1983-1999)
- Danehill (1986-2003)
- Danedream (2008-2023)
- Dansili (1995-2021)
- Dante (1942-1956)
- Danzig (1977-2006)
- Dar Re Mi (2005-)
- Darshaan (1981-2001)
- Dayjur (1987-2013)
- Daylami (1994-2023)
- Devil's Bag (1981-2005)
- Deep Impact (2002-2019)
- Diomed (1777- ?)
- Divine Proportions (2002- )
- Djebel (1937-1958)
- Do Deuce (2019-)
- Dr. Fager (1964-1976)
- Dream Well (1995-2022)
- Dubai Millennium (1996-2001)
- Dubawi (2002-)
- Duke of Marmalade (2004-2021)
- Dylan Thomas (2003- )
- East of The Moon (1991-2006)
- Easy Goer (1986-1994)
- Éclair au Chocolat (1935-?)
- Eclipse (1764-1789)
- Efforia (2018-)
- El Condor Pasa (1995-2002)
- El Gran Señor (1981-2006)
- Electrocutionist (2001-2006)
- Enable (2014- )
- Equinox (2019-)
- Equipoise (1928-1938)
- Exbury (1959-1979)
- Excelebration (2008-)
- Exceller (1974-1997)
- Falbrav (1998-)
- Fall Aspen (1976-1998)
- Fame and Glory (2006-2017)
- Fanfreluche (1967-1999)
- Fantastic Light (1996-)
- Favorite Trick (1995-2006)
- Ferdinand (1983-2002)
- Field of Gold (2022-)
- Flawlessly (1988-2002)
- Flightline (2018-)
- Flintshire (2010-)
- Flying Childers (1714-1741)
- Flying Fox (1896-1911)
- Flying Water (1973-1978)
- Forego (1970-1997)
- Foolish Pleasure (1972-1994)
- Forli (1963-1988)
- Found (2012- )
- Frankel (2008- )
- Gainsborough (1915-1945)
- Galileo (1998-2021)
- Gallant Fox (1927-1954)
- Gallant Man (1954-1988)
- Galopin (1872-1899)
- Generous (1988-2013)
- Gentildonna (2009- )
- Gentlemen (1992-?)
- Genuine Risk (1977-2008)
- Ghaiyyath (2015- )
- Ghostzapper (2000- )
- Giant's Causeway (1997-2018)
- Gladiateur (1862-1876)
- Gleneagles (2012-)
- Go For Wand (1987-1990)
- Gold River (1977-1986)
- Gold Ship (2009-)
- Golden Horn (2012- )
- Golden Sixty (2015- )
- Goldikova (2005-2021)
- Graustark (1963-1988)
- Green Desert (1983-2015)
- Grundy (1972-1992)
- Gun Runner (2013-)
- Halling (1991-2016)
- Harbinger (2006-)
- Hasili (1991-2018)
- Hawk Wing (1999-)
- Heart's Cry (2001-2023)
- Helissio (1993-2013)
- Henrythenavigator (2005-)
- Herod (1758-1780)
- High Chaparral (1999-2014)
- Highclere (1971-1992)
- Highfield Princess (2017-2024)
- Highland Reel (2012-)
- Holy Bull (1991-2017)
- Honest Pleasure (1973-1992)
- Hula Dancer (1960-?)
- Hurricane Lane (2018- )
- Hurricane Run (2002- )
- Hyperion (1930-1960)
- In The Wings (1986-2004)
- Indian Skimmer (1984-2002)
- Inspiral (2019- )
- Into Mischief (2005- )
- Invasor (2002- )
- Invincible Spirit (1997- )
- Irish River (1976-2004)
- Ivanjica (1972-1992)
- Japan (2016- )
- John Henry (1975-2007)
- Just A Way (2009-)
- Justify (2015-)
- Kayf Tara (1994-2022)
- Kelso (1957-1983)
- Kincsem (1874-1887)
- King Kamehameha (2001-2019)
- Kingmambo (1990-2016)
- Kingman (2011-)
- Kingston Town (1976-1991)
- Kitasan Black (2012-)
- Knicks Go (2016-)
- Kotashaan (1988-?)
- Kris (1976-2004)
- Ksar (1918-1937)
- Kyprios (2018-)
- La Cressonnière (2013-)
- La Troienne (1926-1954)
- Lady's Secret (1982-2003)
- Le Capucin (1920-?)
- Le Moss (1975-2000)
- Lammtarra (1992-2014)
- Le Glorieux (1984-2010)
- Levmoss (1965-1977)
- Lexington (1850-1875)
- Liberty Island (2020-)
- Linamix (1987-2016)
- Lope de Vega (2007-)
- Lord Kanaloa (2008-)
- Lure (1989-2017)
- Lyphard (1969-2005)
- Lys Gracieux (2014-)
- Magical (2015-)
- Majestic Prince (1966-1981)
- Make Believe (2012-)
- Makfi (2007-)
- Makybe Diva (1999-)
- Man O'War (1917-1947)
- Manduro (2002-2020)
- Manila (1983-2009)
- Marchand d'Or (2003-)
- Marienbard (1997- )
- Mark of Esteem (1993-2014)
- Marling (1989-2013)
- Marwell (1978-2003)
- Marske (1750-1779)
- Marsyas (1940-1964)
- Mastercraftsman (2006-2021)
- Match II (1958-1965)
- Matchem (1748-1781)
- Maurice (2011-)
- Mejiro McQueen (1987-2006)
- Meld (1952-1977)
- Midday (2006-)
- Miesque (1984-2011)
- Migoli (1944-1963)
- Mill Reef (1968-1986)
- Minding (2013-)
- Mineshaft (1999-)
- Mishriff (2017-)
- Modern Games (2019-)
- Molvedo (1958-1987)
- Mon Talisman (1924-ca.1940)
- Monomoy Girl (2015-)
- Monsun (1990-2012)
- Montjeu (1996-2012)
- Moonlight Cloud (2008-)
- Moorestyle (1977-1984)
- Mr. C.B. (1980-2000)
- Mr. Prospector (1970-1999)
- Motrico (1925-1951)
- Mtoto (1983-2011)
- Muhaarar (2012-)
- Mumtaz Mahal (1921-1945)
- My Swallow (1968-1988)
- Nashwan (1991-1998)
- Nashua (1952-1982)
- Nashwan (1986-2002)
- Nasrullah (1940-1959)
- Natalma (1957-1985)
- Native Dancer (1950-1967)
- Nearco (1935-1957)
- New Approach (2005-)
- New Bay (2012-)
- Nijinsky (1967-1992)
- Nonoalco (1971-1992)
- Northern Dancer (1961-1990)
- Nureyev (1977-2001)
- Oasis Dream (2000-)
- Oh So Sharp (1982-2001)
- Old Vic (1986-2011)
- Omaha (1932-1959)
- Opera House (1988-2016)
- Orfevre (2008-)
- Ormonde (1883-1904)
- Ouija Board (2001-2022)
- Overdose (2005-2015)
- Paddington (2020-)
- Palace Pier (2017-)
- Pawneese (1973-1997)
- Peintre Célèbre (1994-2018)
- Pennekamp (1992-2006)
- Personal Ensign (1984-2010)
- Petite Étoile (1956- ?)
- Phalaris (1913-1931)
- Pharos (1920-1937)
- Pilsudski (1992-)
- Pinatubo (2017-)
- Pivotal (1993-2021)
- Pleasantly Perfect (1998-2020)
- Plucky Liege (1912-1937)
- Point Given (1998-2023)
- Postponed (2011-)
- Porta Fortuna (2021-)
- Potoooooooo (1773—1800)
- Pour Moi (2008-)
- Pretty Polly (1901-1931)
- Prince Rose (1928-1944)
- Princequillo (1940-1964)
- Phar Lap (1926-1932)
- Pride (2001-)
- Rachel Alexandra (2006-)
- Ragusa (1960-1973)
- Rail Link (2003-)
- Raise a Native (1961-1988)
- Rainbow Quest (1981-2007)
- Real Quiet (1995-2010)
- Rebel's Romance (2018-)
- Reference Point (1984-1991)
- Regulus (1739-1765)
- Reliance (1962-1979)
- Relko (1960-1982)
- Rheingold (1969-1990)
- Ribchester (2013-)
- Ribot (1952-1972)
- Right Royal (1958-1973)
- Riva Ridge (1969-1985)
- Riverman (1969-1999)
- Roaring Lion (2015-2019)
- Rock of Gibraltar (1999-)
- Rodrigo de Triano (1989-2014)
- Romantic Warrior (2018-)
- Ruffian (1972-1975)
- Russian Rhythm (2000-2014)
- Sagace (1980-1989)
- Sadler's Wells (1981-2011)
- Sagamix (1995-)
- Sakhee (1997-2021)
- Salsabil (1987-1996)
- Sardanapale (1911-1934)
- Sassafrás (1967-1988)
- Saumarez (1987-2012)
- Scat Daddy (2004-2015)
- Sceptre (1899-1926)
- Sea-Bird II (1962-1973)
- Sea The Stars (2006-)
- Seabiscuit (1933-1947)
- Seattle Slew (1974-2002)
- Secretariat (1970-1989)
- Sendawar (1996-)
- Serena's Song (1992-)
- Shamardal (2002-2020)
- Shergar (1978-1983)
- Shinzan (1961-1996)
- Sicambre (1948-1975)
- Silver Charm (1994-)
- Singspiel (1992-2010)
- Sinndar (1997-2018)
- Sir Barton (1916-1937)
- Sir Gallahad III (1920-1949)
- Sir Ivor (1965-1995)
- Six Perfections (2000-)
- Siyouni (2007-)
- Skip Away (1993-2010)
- Slew o' Gold (1980-2007)
- Smarty Jones (2001-)
- Snow Fairy (2007-)
- Snowfall (2018-2022)
- So You Think (2006-)
- Solow (2010-)
- Songbird (2013-)
- Sonic Lady (1983-1996)
- Sottsass (2016-)
- Soviet Song (2000-2015)
- Special Week (1995-2018)
- Spectacular Bid (1976-2003)
- Spinning World (1993-?)
- St Mark's Basilica (2018-)
- St Nicholas Abbey (2007-2014)
- Stacelita (2006-)
- Star Appeal (1970-1987)
- Storm Bird (1978-2004)
- Storm Cat (1983-2013)
- Stradivarius (2014-)
- Street Cry (1998-2014)
- Stymie (1941-1962)
- Suave dancer (1988-1998)
- Subotica (1988-2014)
- Sulamani (1994-2017)
- Summer Bird (2006-2013)
- Sunday Silence (1986-2002)
- Swain (1992-2022)
- Swaps (1952-1972)
- Symboli Kris S (1999-2020)
- Symboli Rudolf (1981-2011)
- Sysonby (1902-1906)
- T M Opera O (1996-2018)
- Tabasco Cat (1991-2004)
- Tahiyra (2020-)
- Taiki Shuttle (1994-2022)
- Tantième (1947-1966)
- Tarnawa (2016-)
- Teddy (1913-1936)
- Teofilo (2004-)
- Tepin (2011-)
- The Minstrel (1974-1990)
- The Tetrarch (1911–1935)
- Theatrical (1982–2012)
- Thorpedo Anna (2021–)
- Three Troikas (1976–?)
- Thunder Gulch (1992-2018)
- Thunder Snow (2014-)
- Time Charter (1979-2005)
- Tokai Teio (1988-2013)
- Tom Fool (1949-1976)
- Too Darn Hot (2016-)
- Torquator Tasso (2017-)
- Tony Bin (1983-2000)
- Tourbillon (1928-1954)
- Trêve (2010-)
- Triptych (1982-1989)
- Tudor Minstrel (1944-1971)
- Tulloch (1954-1969)
- Tulyar (1949-1972)
- Urban Sea (1989-2009)
- Vadeni (2019-)
- Vaguely Noble (1965-1989)
- Vazirabad (2012-)
- Verry Elleegant (2015-)
- Victoire Pisa (2007-)
- Vodka (2004-2019)
- Waldgeist (2015-)
- War Admiral (1934-1959)
- Waxy (1790-1818)
- Waya (1974-2001)
- Westerner (1999-2025)
- Whalebone (1807-1831)
- Whirlaway (1938-1953)
- Windy City (1949-1964)
- Winning Colors (1985-2008)
- Winx (2011- )
- Wise Dan (2007- )
- Woodman (1983-2007)
- Workforce (2007- )
- Yeats (2001- )
- Youmzain (2003- )
- Youth (1973-1994)
- Zafonic (1990-2002)
- Zarak (2013- )
- Zarkava (2005- )
- Zenno Rob Roy (2000-2022)
- Zenyatta (2005- )
- Zilzal (1986-2015)

## Chevaux d'obstacle
- Azertyuiop (1997- )
- Al Capone II (1988-2020)
- Arkle (1957-1970)
- Gemix (2008-2022)
- Hyères III (1958-1984)
- Katko (1983-2002)
- Mid Dancer (2001-2018)
- Polar Rochelais (2003-2016)
- Princesse d'Anjou (2001-2021)
- Vieux Beaufai (1993-)

## Trotteurs
- Abo Volo (1988-2007)
- Amazone B (1924-?)
- Aubrion du Gers (2010-2019)
- Bahama (1989-2014)
- Bayadère (1859-1872)
- Beaumanoir (1901-?)
- Bélina Josselyn (2011-)
- Bellino II (1967-1981)
- Bémécourt (1901-1922)
- Bilibili (2011-)
- Billie de Montfort (2011-)
- Bold Eagle (2011-)
- Bork Rigel (1988-2013)
- Coktail Jet (1990-2018)
- Commander Crowe (2003-)
- Conquérant (1858-1880)
- Copiad (1989-2012)
- Courlis du Pont (1990-)
- Davidson du Pont (2013-)
- Défi d'Aunou (1991-2021)
- Dream With Me (1991-2001)
- Éléazar (1970-1992)
- Étonnant (2014-)
- Exploit Caf (2001-2022)
- Face Time Bourbon (2015-)
- Fakir du Vivier (1971-1992)
- Fan Idole (1993-2021)
- Fanacques (1971- )
- Fandango (1949-1975)
- First de Retz (1993- )
- Fuschia (1883-1908)
- Gai Brillant (1994-2014)
- Gélinotte (1950-1970)
- Général du Lupin (1994-2023)
- Général du Pommeau (1994-2024)
- Gidde Palema (1995-)
- Giesolo de Lou (1994-2006)
- Gigant Neo (1998-2021)
- Greyhound (1932-1965)
- Hadol du Vivier (1973-1992)
- Hambletonian 10 (1849-1876)
- Holly du Locton (1995-2020)
- Hooker Berry (2017-)
- Idao de Tillard (2018-)
- Idéal du Gazeau (1974-1998)
- Insert Gédé (1996-)
- Jag de Bellouet (1997-2025)
- Jardy (1997-)
- Järvsöfaks (1994-2020)
- Jamin (1953-1982)
- Jorky (1975-1989)
- Joyau d'Amour (1997-2024)
- Kaiser Trot (1976-1995)
- Kerjacques (1954-1981)
- Kesaco Phedo (1998-2023)
- Kool du Caux (1998- )
- L'Amiral Mauzun (1999- )
- Lady d'Auvrecy (1999- )
- Love You (1999- )
- Lurabo (1977-1993)
- Lutin d'Isigny (1977-2003)
- Mack Lobell (1984-2016)
- Maharajah (2005- )
- Masina (1956-1973)
- Meaulnes du Corta (2000-  )
- Minou du Donjon (1978-2000)
- Mon Tourbillon (1978-2001)
- Moni Maker (1993-2014)
- Muscle Hill (2006-)
- Narquois (1891-1911)
- Nuncio (2011-)
- Offshore Dream (2002- )
- Oligo (1980-1995)
- One du Rib (2002-2018)
- Opal Viking (2000-2015)
- Orlando Vici (2002- )
- Ourasi (1980-2013)
- Ovidius Naso (1936-1964)
- Oyonnax (2002- )
- Ozo (1958-1966)
- Passeport (1915-1938)
- Peace Corps (1986-2012)
- Pearl Queen (2003- )
- Podosis (1981- 2012)
- Potin d'Amour (1981- )
- Pro Patria (1915-1935)
- Queen L (1986-2013)
- Queila Gédé (1982-2007)
- Quérido II (1960-?)
- Rapide Lebel (2005- )
- Ready Cash (2005-2023)
- Readly Express (2012- )
- Reine du Corta (1983-2008)
- Rêve d'Udon (1983-2003)
- Revenue (1996-2025)
- Roquépine (1961-1974)
- Roxane Griff (2005-)
- Sea Cove (1986-2012)
- Sebastian K. (2006-2020)
- Speed Clayettois (1984-2008)
- Tabriz (1963-?)
- Ténor de Baune (1985-2010)
- Tidalium Pelo (1963-1992)
- Timoko (2007- )
- Tony M  (1963-?)
- Tornese  (1952-1966)
- Toscan (1963-1979)
- Ua Uka (1964-?)
- Ultra Ducal (1986-2018)
- Une de Mai (1964-1978)
- Uno Atout (1986-2003)
- Up and Quick (2008- )
- Upsalin (1964-?)
- Uranie (1920-1947)
- Ursulo de Crouay (1986-2017)
- Varenne (1995- )
- Venutar (1943-1962)
- Victory Tilly  (1995-2024)
- Vivid Wise As (2014-)
- Vivier de Montfort (1987-2016)
- Vourasie (1987-1998)
- Zoogin (1990-2020 )

### Classement de l'Équipe Magazine
Le 4 février 2006, l'Équipe Magazine tente de dégager une hiérarchie parmi les meilleurs trotteurs français de tous les temps. Le top 5 donné alors est le suivant :
- 1- Ourasi
- 2- Bellino II
- 3- Jag de Bellouet
- 4- Idéal du Gazeau
- 5- Roquépine

Malgré tout, il est difficile d'établir un tel classement, car les époques sont différentes, les courses et le matériel également. Aussi, si l'on prend comme seul critère le palmarès du cheval, il y a un "noyau dur" de supercracks formé par Gélinotte, Jamin, Roquépine, Bellino II, Idéal du Gazeau, Ourasi (par ordre chronologique). On manque sans doute de recul pour y placer des chevaux tels que Jag de Bellouet ou Ready Cash. À noter que le manque de popularité du trot monté (discipline dans laquelle ont également excellé Bellino II et Jag de Bellouet) écarte de cette liste des chevaux d'exception tels que Fandango, Masina, Kaiser Trot ou Reine du Corta.